# Plectrothrix globosa
Plectrothrix globosa är en svampart som beskrevs av Shear 1902. Plectrothrix globosa ingår i släktet Plectrothrix, divisionen sporsäcksvampar och riket svampar.   Inga underarter finns listade i Catalogue of Life.